# Trypeta quinquemaculata
Trypeta quinquemaculata är en tvåvingeart som beskrevs av Wang 1996. Trypeta quinquemaculata ingår i släktet Trypeta och familjen borrflugor. Inga underarter finns listade i Catalogue of Life.